# Gemini (Ugento)
Gemini is een plaats (frazione) in de Italiaanse gemeente Ugento.